# Burgundy
Burgundy war ein Handelssystem für börsennotierte nordische Wertpapiere, das am 12. Juni 2009 als regionale Wertpapierbörse gegründet wurde. Es wurde am 30. April 2015 von seinem Eigentümer, der Börse Oslo, geschlossen.

## Geschichte
Burgundy wurde ursprünglich von SEB, Handelsbanken, Swedbank und sieben weiteren Brokern unterstützt. Zusammen machten diese Broker rund 45 Prozent des Handelsvolumens an der OMX Stockholm, der wichtigsten Börse für schwedische Aktien, aus. Burgundy war als multilaterales Handelssystem (MTF) gemäß der Richtlinie über Märkte für Finanzinstrumente (MiFID) registriert und erhielt eine Lizenz für den Betrieb als MTF von der schwedischen Finanzaufsichtsbehörde FSA. Es bot den Handel mit in Stockholm, Oslo und Kopenhagen notierten Aktien an. Ihre Konkurrenten in diesem Bereich waren Chi-X, Turquoise und Nasdaq OMX.
Burgundy nutzt die TRADExpress-Plattform von Cinnober Financial Technology als Haupttechnologie. Die Lösung arbeitet mit dem Scila Surveillance-System zusammen, das vom Technologieunternehmen Scila AB entwickelt und von Cinnober vermarktet wird. Im Februar 2009 machte Burgundy einen Schritt in Richtung Markteinführung und ernannte EMCF, ein Gemeinschaftsunternehmen der Fortis Bank und der Nasdaq OMX, zum Clearingpartner des Unternehmens.
Neben Neonet wurde Burgundy von Avanza Bank, Carnegie, Evli, Handelsbanken, Kaupthing, Nordnet, SEB, Swedbank und Öhman gegründet.
Die Börse Oslo kaufte den Markt Anfang 2013 von einer Gruppe nordischer Banken.
Der letzte Handelstag von Burgundy war der 30. April 2015.